# Tsukinowa-dera
Tsukinowa-dera ou Gatsurin-ji (月輪寺) est un temple bouddhiste situé près du mont Atago dans l'arrondissement d'Ukyō-ku à Kyoto au Japon. Le temple, fondé en 781, est associé aux pratiques Shugendō de Kūya et Hōnen. Ses trésors comprennent huit statues de l'époque de Heian. Les images d(Amida Nyorai et Kūya chantant le nembutsu font partie des biens culturels importants du Japon,.